# 묘자이군

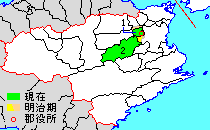
도쿠시마현 묘자이 군의 위치

묘자이군(일본어: 名西郡, みょうざいぐん)은 일본 도쿠시마현(아와국)의 군이다.
인구 27,852명, 면적 202.15km², 인구밀도 138명/km².(2025년 3월 1일, 추계인구)
이하 2정으로 구성된다.
- 이시이정(石井町)
- 가미야마정(神山町)

이전에는 나카타 군(名方郡)이었지만 나카타 군의 동부가 묘도군, 서부가 묘자이 군으로서 2개로 나뉘었다. 인구는 약 3만 명이고 인구의 반수 이상(약 2만 명)이 이시이 정에 살고 있다.